# Luesia
Luesia település Spanyolországban,  Zaragoza tartományban. Luesia Uncastillo, Lobera de Onsella, Longás, Biel, Orés, Asín, Ejea de los Caballeros és Biota községekkel határos. Lakosainak száma 331 fő (2024).

## Népesség
A település népessége az utóbbi években az alábbiak szerint változott:
| Lakosok száma | 432  | 384  | 416  | 377  | 366  | 307  | 310  | 288  | 333  | 331  |
|               | 2001 | 2004 | 2007 | 2009 | 2012 | 2014 | 2017 | 2019 | 2022 | 2024 |